# Der Schneider von Torshok
Der Schneider von Torshok (russisch: Закройщик из Торжка, englisch: The Tailor from Torzhok) ist eine sowjetische Filmkomödie des Regisseurs Jakow Protasanow. Der Film ist eine Produktion der Meschrabpom-Rus aus dem Jahr 1925.

## Handlung
Petja Petelkin arbeitet während der Zeit der Neuen Ökonomischen Politik in der Provinzstadt Torschok als Schneider in dem Kurzwarenladen der Witwe Schirinkina. Seine Arbeitgeberin unternimmt wiederholt Annäherungsversuche und möchte Petja heiraten. Doch dieser ist heimlich in Katja verliebt. Katja wird wiederum von ihrem Arbeitgeber, einem Ladenbesitzer und Nepmann, immer wieder geschlagen.
Als Schirinkina Petja die Hochzeit aufnötigt und ihn zum Kauf eines „Hochzeitsgeschenks“ zum Juwelier schickt – sie möchte gegenüber den Gästen vortäuschen, dass Petja eine „gute Partie“ ist, kauft dieser dafür am Bahnhof ein Lotterielos von einer verzweifelten Reisenden, die dringend Geld braucht. Seine Braut und die ganze Hochzeitsgesellschaft sind fassungslos. Nach dem folgenden Streit verlässt Petja in der Nacht das Haus, doch er vergisst das Los.
Während Petja in Moskau als Verkäufer mit einem Bauchladen umherzieht findet die Ziehung der Gewinne statt. Anwesend sind auch die Losverkäuferin und ihr Freund, mit dem Petja zuvor bereits in Streit geraten war. Als der Hauptgewinn von 100.000 Rubel ausgerufen wird erinnert sich die Verkäuferin voller Entsetzen an die Losnummer. Und an Petja, der wenige Augenblicke zuvor noch mit seinem Bauchladen neben ihr gesessen hat. Sie lässt ihren Freund stehen und läuft Petja in dem Glauben hinterher, er sei jetzt ein reicher Mann. Während einer Feier in der Wohnung der Verkäuferin wird deutlich, dass Petja das Los nicht mehr hat. Der Freund bringt sich in den Besitz seiner Adresse und sucht am nächsten Tag die Witwe Schirinkina auf. Während diese umgarnt wird stürzt Petja ins Haus, er will das vergessene Los holen.
Doch Schirinkina hat das Los längst dem Arbeitgeber von Katja in Zahlung gegeben, und dieser hat es wiederum als Lohn an Katja weitergegeben. Petja wird unsanft aus dem Haus befördert und trifft Katja wieder. Diese geht ahnungslos mit dem Los zum Lotteriebüro und erfährt von ihrem Reichtum. Nun sind Katja und Petja ein Paar, die Verwicklungen haben ein Ende.

## Produktionsnotizen
Der Schneider von Torshok ist wie alle Filme der Zeit vor dem Hintergrund der politischen Verhältnisse zu sehen. Filme gerieten schnell in den Verdacht der „bürgerlichen Dekadenz“, und es war nicht nur der Geschmack des Publikums zu treffen, um wirtschaftlich erfolgreich zu sein, sondern ein Film musste auch politisch erwünscht sein. Der zwei Jahre zuvor aus dem Exil zurückgekehrte Protasanow hatte 1924 mit Aelita einen künstlerisch anspruchsvollen Publikumserfolg gedreht, der zunächst der Filmkritik und später der stalinistischen Kulturpolitik zum Opfer fiel. Mit Sein Ruf brachte Protasanow im Februar 1925 einen seiner bei Publikum und Politik gleichermaßen wohlwollend aufgenommenen Filme heraus. Hier gelang es Protasanow, einen sowohl unterhaltsamen als auch „politisch korrekten“ Film zu drehen. Der Schneider von Torshok wurde am 27. Oktober 1925 erstmals aufgeführt. Der Film gehört zu jenen, die zwar dem Publikum gefielen, weil er mit Igor Iljinski einen prominenten Hauptdarsteller hatte und die realen Probleme wie die Wohnungsnot und die Skrupellosigkeit der Besitzenden aufgriff, aber politisch untragbar waren.

## Kritik
Das Publikum nahm Der Schneider von Torshok gut an, bereits zwei Monate nach der Veröffentlichung erwirtschaftete der Film Profit. Die professionellen Kritiker waren deutlich zurückhaltender. Der Schneider von Torshok sei eine nur mittelmäßige Komödie. Die Nebenhandlung der Misshandlung von Pjotrs wahrer Liebe Katja durch ihren Freund, einen skrupellosen Nepmann, sei nur schlecht integriert und eine Konzession an das Erfordernis der Darstellung von „Ideologie“. Der Film sei nur gelegentlich lustig, und die Rolle des Schneiders wirke „fremdartig“. Im politischen Umfeld wurde Der Schneider von Torshok bis zur sowjetischen Kulturrevolution des Fünfjahresplans 1928–1932 akzeptiert, Protasarow konnte noch von seinem Erfolg mit Sein Ruf zehren. Anschließend diente Der Schneider von Torshok zusammen mit Protasanows Filmen Der Drei-Millionen-Prozess von 1926, Der Kellner aus dem Palast-Hotel (1927) und Der Weiße Adler (1928) als Munition für Angriffe auf die Produktionsgesellschaft Meschrabpom-Rus.

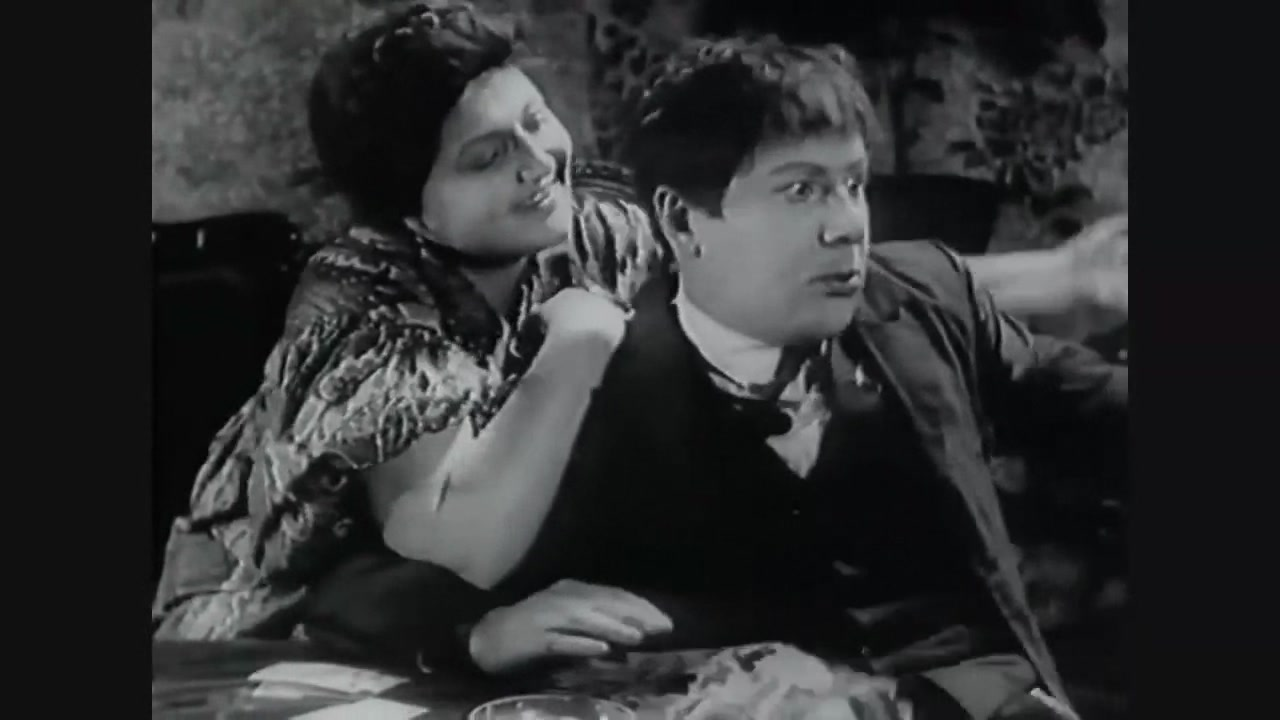
Petja Petelkin (Igor Iljinski) wird von der Witwe Schirinkina (Lidija Deikun-Blagonrawowa) bedrängt
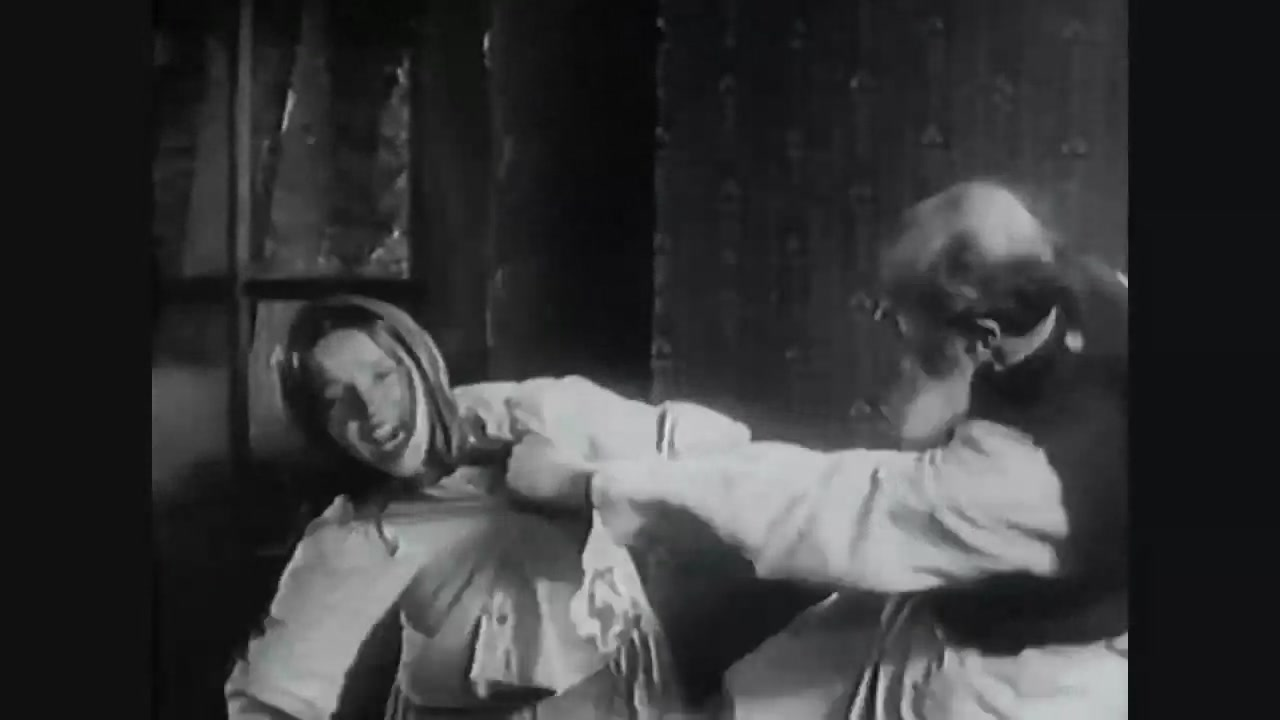
Katja (Wera Maretskaja) wird von ihrem Arbeitgeber geschlagen
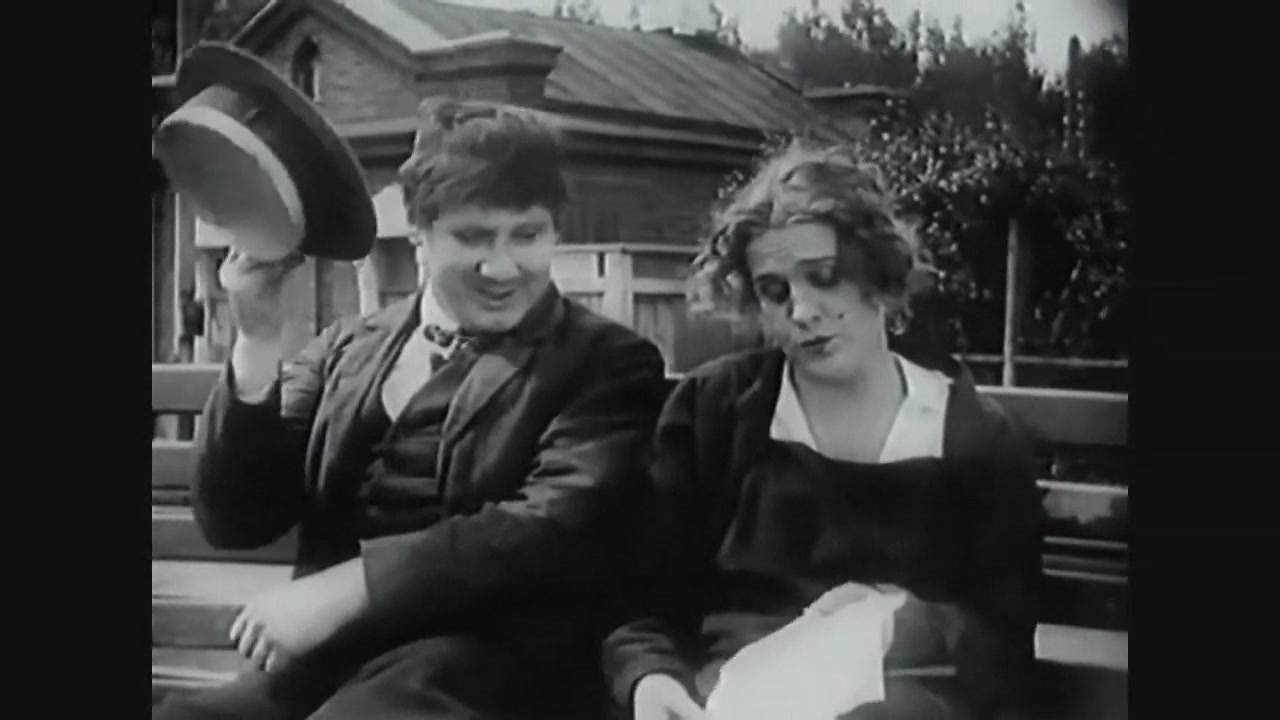
Petja kauft einer Reisenden (Olga Schisnewa) am Bahnhof ein Lotterielos ab
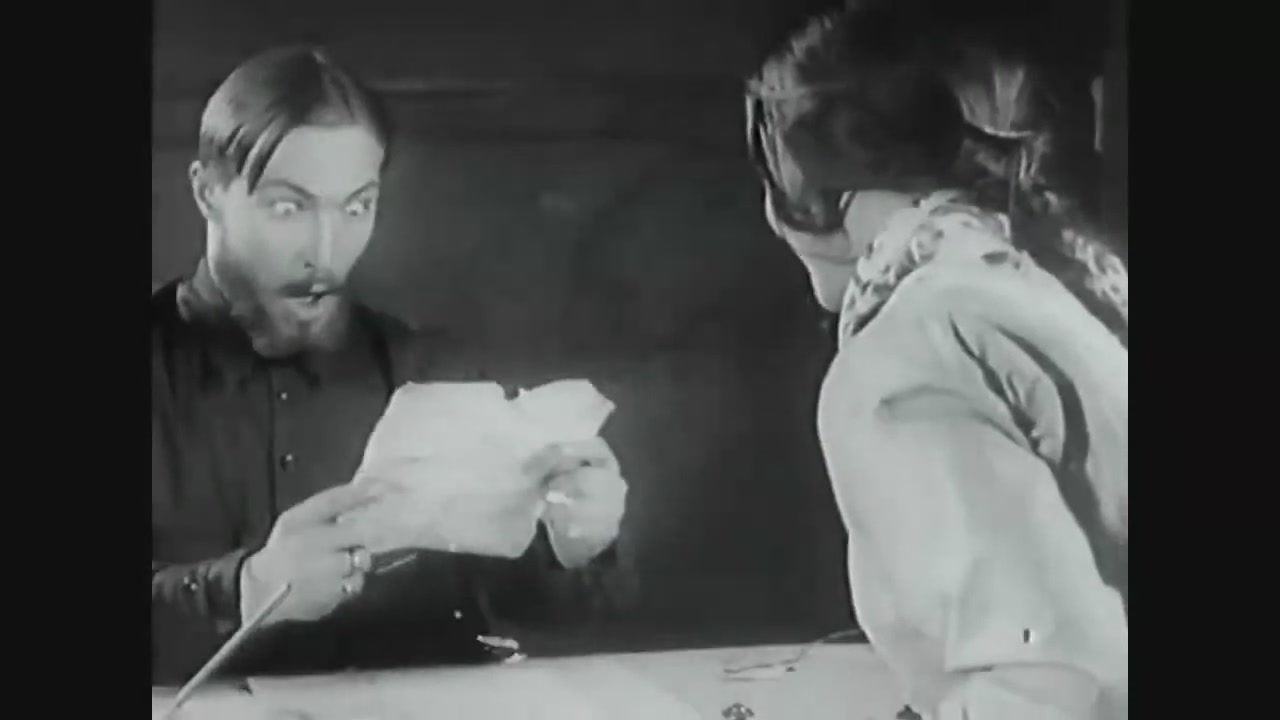
Katja löst den Lotteriegewinn ein